# Scharnier (constructieleer)

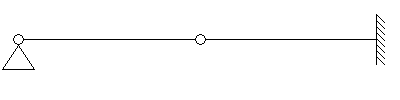
Balk met halverwege een scharnier (links een scharnieroplegging)

Een scharnier is een verbinding tussen twee delen die rotaties tussen deze twee delen toelaat.
In tegenstelling tot een roloplegging zal een scharnierverbinding geen verplaatsingen tussen de delen toestaan. Het moment in een scharnier is altijd nul: een scharnier kan geen moment opnemen.
Rotaties zijn mogelijk om een, twee of drie assen:
- Mogelijkheid tot rotatie om 1 as: het kniegewricht van het menselijk lichaam, een deurscharnier.
- Rotatie om 2 assen: de aansluiting vinger-hand maakt niet alleen het spreiden van vingers mogelijk, maar ook de samenballing tot een vuist.
- Rotatie om 3 assen: een bolscharnier, een kogelgewricht of een trekhaak. Het grootste bolscharnier (diameter 10 meter) ter wereld is toegepast in de Maeslantkering.

Wanneer in een statisch onbepaalde constructie extra scharnieren worden toegevoegd, kan men een statisch bepaalde constructie verkrijgen.